# محمدجعفر مرادی
محمدجعفر مرادی (زاده ۲۱ فروردین ۱۳۶۹ در گیلان غرب)، دونده ماراتن اهل ایران و رکورد دار دوی ماراتن ایران است. جعفر مرادی برای نخستین بار توانست در سال ۲۰۱۶ برای ایران سهمیه بازی‌های المپیک تابستانی را کسب کند. 
محمد جعفر مرادی سالهاست بدون هیچ گونه حمایت مالی و مربی اختصاصی به تمرین و کسب افتخار آفرینی برای کشور  ایران به مسابقات بین المللی اعزام می شود.

## المپیک ریو ۲۰۱۶
محمدجعفر مرادی برای اولین بار سهمیه بازی‌های المپیک تابستانی ۲۰۱۶ را برای ایران به‌دست‌آورد.
محمدجعفر مرادی، در مسابقه دو ماراتن در المپیک ریو ۲۰۱۶ با وجود مصدومیت شدیدی که در حین مسابقه برایش ایجاد شده بود لنگان لنگان و با حالتی نا متعادل توانست بارکورد ۲:۳۱:۵۸، مسافت ۴۲ کیلومتری را طی کند و به‌عنوان نفر صد و بیست و نهم از خط پایان مسابقات بگذرد و به شدت مورد تشویق تماشاگران حاضر در محل قرار گرفت.. تا پیش از شرکت در المپیک ریوی سال ۲۰۱۶ اشکان غلامی مربیگری محمد جعفر مرادی را بر عهده داشت. 

## افتخارات
رکورد دار دو ماراتن ایران با رکورد ۲:۱۷:۱۴ ثبت شده در ماراتن برلین ۲۴ سپتامبر ۲۰۲۳ با اسپانسری شرکت لیفتراک سازی کارا ماشین آرنا
نفر دوم مسابقات دو مارتن استکهلم سوئد،در سال 2015

## دستاوردهای مهم حرفه‌ای
| سال  | مسابقه                     | مقام |
| ---- | -------------------------- | ---- |
| 2024 | نیمه ماراتن تفلیس          | سوم  |
| ۲۰۱۷ | نیمه ماراتن باشگاه‌های کشور | دوم  |
| ۲۰۱۷ | نیمه ماراتن گرجستان        | دوم  |
| ۲۰۱۷ | نیمه ماراتن باتومی         | دوم  |
| ۲۰۱۸ | نیمه ماراتن ایروان         | اول  |
| ۲۰۱۸ | نیمه ماراتن بیروت          | اول  |
| ۲۰۱۹ | ماراتن کیش                 | اول  |
| ۲۰۱۹ | ماراتن قهرمانی آسیا        | ششم  |
| ۲۰۱۹ | ماراتن اربیل               | دوم  |
| ۲۰۱۹ | ماراتن مسکو                | هفتم |